# Northern Explorer

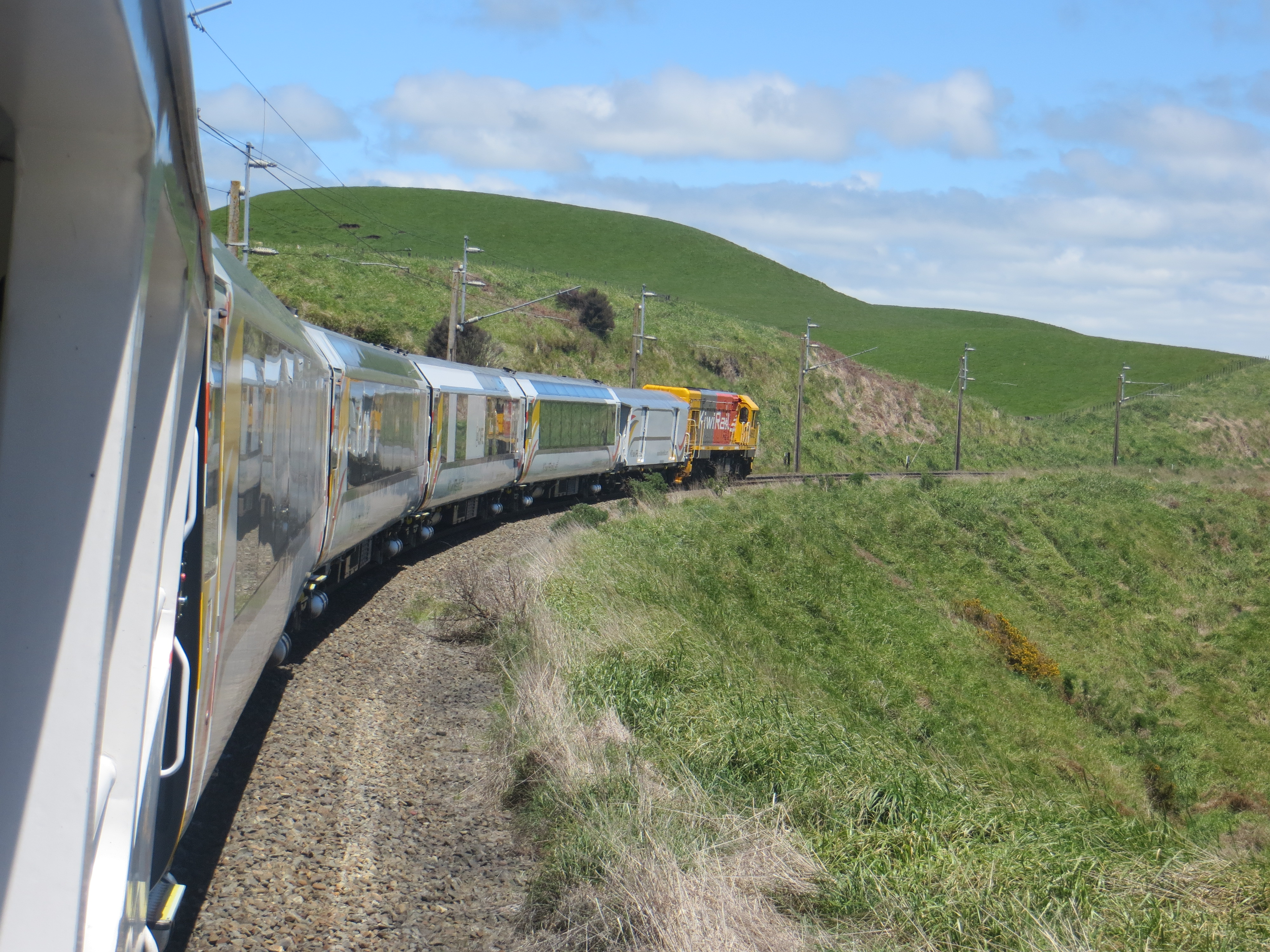
Northern Explorer bei Waiouru

Der Northern Explorer ist eine Zugverbindung des Personenfernverkehrs zwischen Auckland und Wellington auf der Nordinsel von Neuseeland. Die Linie wird seit dem 1. Oktober 2008 von dem Geschäftsbereich Kiwi Rail Scenic Journeys der staatlichen KiwiRail betrieben.

## Geschichte

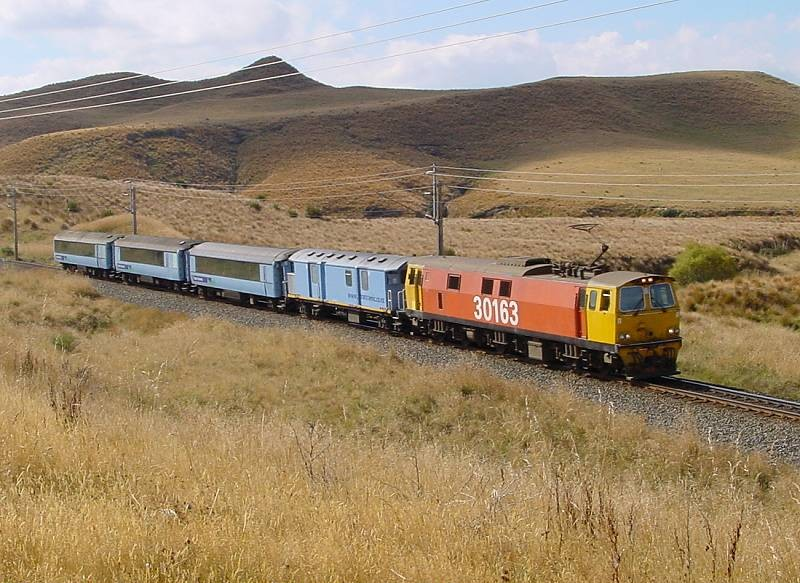
Overlander bei Waiouru

Bis 2012 hieß diese Zugverbindung Overlander und ersetzte ab Dezember 1991 das bisher unter dem Namen Silver Fern betriebene Zugpaar auf der Strecke der North Island Main Trunk Railway. Seit der Einstellung der unter dem Namen Northerner betriebenen Nachtverbindung ist er die einzige Personenverbindung auf dieser Strecke zwischen Pukekohe und Palmerston North. 
Im Juli 2006 wurde seitens der damaligen Betreibergesellschaft Toll Rail die Einstellung des Betriebs mit Wirkung zum 30. September 2006 angekündigt. Begründet wurde dieser Schritt damit, dass der Personenverkehr auf dieser Linie nur noch Verlust einfahren würde.
Aufgrund massiver Proteste aus der Öffentlichkeit wurde die Verbindung weiter betrieben, allerdings mit einem ausgedünnten Fahrplan. So verkehren die Züge nur noch im Sommer und an Ostern täglich, im Winter nur noch freitags, samstags und sonntags.
2012 wurde angesichts der zurückgehenden Fahrgastzahlen der Overlander durch die neue Zugverbindung Northern Explorer ersetzt. Dieser Zug verkehrt nun mit neuem Wagenmaterial, allerdings nur noch dreimal pro Woche und Richtung.

## Halte

### Aktuelle Halte
- Auckland, The Strand
- Papakura
- Hamilton
- Otorohanga
- National Park
- Ohakune
- Palmerston North
- Paraparaumu
- Wellington

Für die 680 km lange Strecke benötigen die Züge derzeit etwa 12 Stunden.
In Taumarunui fand früher ein Lokwechsel statt, und es gab dort ein Bahnhofsrestaurant. In National Park wird ein 45-minütiger Halt eingelegt, in dieser Zeit besteht Gelegenheit zum Mittagessen im Restaurant. Hier begegnen sich auch die Züge.

### Aufgegebene Halte
Zwischen Pukekohe und Hamilton
- Te Kauwhata (aufgegeben April 2005)
- Huntly (aufgegeben April 2005)

Zwischen Hamilton und Otorohanga
- Te Awamutu (aufgegeben April 2005)

Zwischen Tamarunui und National Park (Vorgängerzüge vor 1980)
- Manunui
- Piriaka
- Kakahi (zu den Zeiten des Dampfbetriebs Lokwechsel)
- Owhango
- Oio
- Raurimu

Zwischen Ohakune und Marton
- Waiouru - der höchste Bahnhof auf der Strecke (aufgegeben April 2005)
- Taihape (aufgegeben April 2005, wieder in Betrieb seit Oktober 2009)

Zwischen Levin und Paraparaumu
- Otaki (aufgegeben April 2005)
- Waikanae (aufgegeben April 2005)

Mit der Umbenennung des Zuges in Northern Explorer am 25. Juni 2012 wurden wieder zahlreiche Halte aufgegeben: Middlemore, Pukekohe, Te Kuiti, Taumarunui, Taihape, Marton, Feilding, Levin, Paraparaumu und Porirua.
Das Britomart Transport Centre ist seit 21. Dezember 2015 nicht mehr Ausgangspunkt des Zuges in Auckland. Stattdessen hält der Zug jetzt an der Station Auckland The Strand, einem Teil der Bahnsteige des ehemaligen Hauptbahnhofes von Auckland, der mit der Eröffnung des Britomart Transport Centres geschlossen wurde.